# Expander
Expander Advisors Sp. z o.o. – pierwszy w Polsce niezależny doradca finansowy, obecnie pośrednik finansowy. Przedsiębiorstwo posiada sieć 83 oddziałów (w tym 57 placówek franczyzowych) w 59 miastach. Działalność prowadzona jest w formie spółki z ograniczoną odpowiedzialnością.
Eksperci Expander pomagają klientom indywidualnym w wyborze kredytów (mieszkaniowych, konsolidacyjnych, refinansowych, gotówkowych, pożyczek hipotecznych), produktów inwestycyjnych (lokat, obligacji, funduszy inwestycyjnych, programów emerytalnych), ubezpieczeń (na życie, majątkowych, wypadkowych, komunikacyjnych). Oferta dla firm obejmuje finansowanie działalności, dotacje unijne, faktoring i leasing.

## Historia
Expander powstał w 2000 roku jako portal, który miał pośredniczyć w sprzedaży produktów finansowych. Szybko jednak okazało się, że klienci w Polsce nie byli jeszcze gotowi na sprzedaż produktów finansowych wyłącznie przez internet. W związku z tym Expander zmienił swój model funkcjonowania stając się pierwszą firmą doradztwa finansowego na polskim rynku i otwierając sieć oddziałów (pierwszy oddział został otwarty w grudniu 2001 r. w Warszawie). Usługi doradztwa finansowego świadczone były do chwili wejścia w życie ustawy o kredycie hipotecznym oraz o nadzorze nad pośrednikami kredytu hipotecznego i agentami z dnia 23 marca 2017 r (wejście w życie 22 lipca 2017 r). Obecnie firma świadczy usługi pośrednictwa finansowego i ubezpieczeniowego. Ustawa wymusiła na spółce rebranding i rezygnację z loga „Expander – Niezależny Doradca Finansowy” na rzecz „Expander – Ekspert Finansowy”.

## Akcjonariusze
Pierwszym większościowym akcjonariuszem spółki był Softbank. W 2003 roku 100% udziałów Expander kupiła spółka GE Investments, należąca do koncernu General Electric. Natomiast w grudniu 2007 roku 60% akcji spółki nabył fundusz Innova Capital. W 2010 roku Innova Capital powiększył swoje udziały do 100%, stając się jedynym właścicielem Expandera. W lipcu 2015 roku Expander zmienił właściciela dołączając do grupy Aviva.

## Władze
Zarząd
- Adrian Jarosz – prezes zarządu
- Jacek Komorkowski – członek zarządu

Rada nadzorcza
- Adam Uszpolewicz (prezes Grupy Aviva w Polsce) – przewodniczący rady nadzorczej
- Maciej Jankowski (pierwszy wiceprezes, CFO Avivy w Polsce) – członek rady nadzorczej
- Piotr Głowski (wiceprezes Grupy Aviva w Polsce) – członek rady nadzorczej
- Arkadiusz Piotrowicz (aktuariusz, menedżer w departamencie finansowym Grupy Aviva) – członek rady nadzorczej